# Худжанд
Худжа́нд (тадж. Хуҷанд, от согд. kwc'nth (xučant(a) > xuǰand ‘приятная сторона’), перс. خجند‎, Ходжа́нд, в 1936—1991 — Ленинабад) — город на севере Таджикистана, административный центр Согдийской области.
Один из древнейших городов Средней Азии. Датой основания Худжанда по некоторым данным считается 514 г. до н. э. Второй по величине город Таджикистана, важный транспортный узел, политический, экономический, культурный и научный центр страны.
Имеется аэропорт и железнодорожная станция Худжанд (в 12 км от центра Худжанда, в посёлке Гафуров).

## Название
Современное русское название города — Худжанд, иногда транслитерируется как Ходжент или Худжант.
Со времён Российской империи название города — тадж. Хуҷанд, (перс. خجند‎), по-русски было принято передавать как Ходжент.
С 10 января 1936 года город официально назывался Ленинабад (в честь В. И. Ленина), при этом в исторической литературе сохранялось написание Ходжент. Также это написание в официальной практике продолжало использоваться в названии Ходжентского района Таджикской ССР.
Постановлением Верховного Совета Таджикской ССР № 246 от 26 февраля 1991 года городу возвращено историческое название Худжанд.

## Население
| 1897   | 1926    | 1959    | 1979     | 1989     | 2000     | 2010     | 2018     | 2022     |
| ------ | ------- | ------- | -------- | -------- | -------- | -------- | -------- | -------- |
| 28 431 | ↗37 000 | ↗77 000 | ↗130 353 | ↗160 458 | ↘147 061 | ↗162 825 | ↗172 700 | ↗198 700 |

Худжанд — второй по населению город Таджикистана после Душанбе. На 1 января 2022 года в нём проживало 198 700 человек.
По переписи населения 1897 года 28 431 житель города указал в качестве родного таджикский язык, 900 — узбекский (из них 305 — сартское наречие), 458 — русский.
По данным переписи населения СССР 1939 года из 45528 жителей города таджики составляли 58,25 % (или 26 522 человек), русские — 27,76 % (или 12460 человек), узбеки — 4,47 % (или 2040 человек), украинцы — 2,28 % (или 1036 человек), казахи — 0,23 % (или 105 человек), киргизы — 0,30 % (или 136 человек).
Население Худжандской агломерации насчитывает 944 000 человек.
| Численность населения | Численность населения | Численность населения | Численность населения | Численность населения | Численность населения | Численность населения | Численность населения |
| 1973                  | 1992                  | 2002                  | 2003                  | 2004                  | 2005                  | 2006                  | 2007                  |
| --------------------- | --------------------- | --------------------- | --------------------- | --------------------- | --------------------- | --------------------- | --------------------- |
| 113 000               | ↗165 300              | ↘147 000              | ↗150 500              | ↗151 700              | ↗153 100              | ↗154 700              | ↗155 900              |
| 2008                  | 2009                  | 2010                  | 2011                  | 2012                  | 2013                  | 2014                  | 2015                  |
| ↗157 100              | ↗158 200              | ↗163 000              | ↗165 000              | ↗165 400              | ↗167 400              | ↗169 700              | ↗172 700              |
| 2016                  | 2017                  | 2018                  | 2019                  | 2020                  | 2021                  | 2022                  |                       |
| ↗175 400              | ↗178 100              | ↗179 900              | ↗181 600              | ↗183 600              | ↗196 800              | ↗198 700              |                       |

## География
Худжанд расположен на берегах Сырдарьи, ниже Кайраккумского водохранилища, в 35 км выше узбекистанского Бекабада, на территории Ферганской долины, между отрогами Туркестанского хребта на юге и горами Моголтау на севере.
Город расположен в 200 км к северо-востоку от Душанбе (по дороге — 300 км).

### Климат
Цитата из «Санкт-Петербургских ведомостей», 1868 (№ 215, 219):

«…Ходжент расположен на берегу отличной многоводной Сырдарьи и со всех сторон окружен горами, по скатам которых зеленеют роскошные сады, а все это вместе — вода, горы и растительность летом, при здешней жаре и засухах, дает воздуху благоприятную свежесть и чистоту, зимой же умеренность. … Ходжент весь окружен великолепными садами, которых здесь больше, чем в других местностях области. Все эти сады фруктовые, плоды растут здесь в удивительном изобилии и ими снабжаются окрестные города…»

В Худжанде превалирует степной климат. В течение года есть небольшое количество осадков. По классификации климатов Кёппена — сухой семиаридный климат умеренных широт с прохладной зимой (индекс BSk). Средняя температура воздуха за год в Худжанде — 16 °C.
На формирование климата Таджикистана, в том числе и Худжанда большое влияние оказывают те же воздушные массы, которые вторгаются на территорию Средней Азии и определяют характер и смену погоды.
Выпадение осадков в районе Худжанда и по всей территории Ферганской долины в основном связано с циклонической деятельностью и характером подстилающей поверхности.
Главную роль в выпадении осадков играют южно-каспийский, мургабский и верхнеамударьинский циклоны, а также массы холодного воздуха, передвигающиеся с запада, северо-запада и севера. Достигая фронтальной поверхности гор, пришедшие воздушные массы поднимаются по этой поверхности, охлаждаются и получают дополнительный эффект для образования облаков и выпадения осадков. Все эти воздушные массы вторгаются в пределы Ферганской долины с запада и юго-запада, но на своем пути они сталкиваются с западными и юго-западными склонами горных хребтов Северного Таджикистана и они получают больше осадков, чем подветренные склоны, межгорные долины и котловины. Так, на наветренных склонах Зеравшанского, Туркестанского и Кураминского хребтов количество осадков за год составляет более 400—800 мм. Это подтверждается тем, что в зимний период в этих горных районах образуется глубокий снежный покров, с чем связан сход лавин в весенний период. По мере движения вглубь горной страны эти воздушные массы достигают внутренних территорий, сильно обедненных влагой, вследствие чего межгорные долины и глубокие котловины получают очень мало осадков. В Худжанде годовое количество осадков выпадает: в холодный период года 87 мм, а наибольшее их количество — в марте и апреле (25—27 мм); наименьшее в летние месяцы (9—11 мм, авг.).
Как правило, осадки в виде снега выпадают только при отрицательных температурах.
В районе Худжанда устойчивый снежный покров отсутствует в 20 % зимы, а в 3—10 % зимы не образуется совсем. Здесь высота снежного покрова только в феврале в среднем достигает 1—3 см, а в остальное время года отсутствует. Наибольшая декадная высота снежного покрова отмечалась в третьей декаде февраля — 47 см. Средняя дата появления снежного покрова приходится на 15 декабря, а самая ранняя — на 31 октября. Число дней со снежным покровом равно 21.
| Показатель                                                    | Янв. | Фев. | Март | Апр. | Май  | Июнь | Июль | Авг. | Сен. | Окт. | Нояб. | Дек. | Год  |
| ------------------------------------------------------------- | ---- | ---- | ---- | ---- | ---- | ---- | ---- | ---- | ---- | ---- | ----- | ---- | ---- |
| Средний суточный максимум, °C                                 | 3,5  | 6,2  | 13,8 | 21,9 | 28,6 | 34,2 | 35,5 | 32,4 | 28,8 | 20,6 | 12,3  | 5,6  | 20,3 |
| Средняя температура, °C                                       | 0,6  | 3,0  | 9,2  | 16,8 | 21,9 | 26,8 | 28,6 | 26,4 | 21,5 | 14,6 | 7,6   | 2,5  | 15,0 |
| Средний суточный минимум, °C                                  | −3,2 | −1,8 | 4,2  | 10,7 | 15,6 | 19,6 | 21,2 | 18,8 | 13,6 | 8,1  | 3,4   | −0,5 | 9,1  |
| Норма осадков, мм                                             | 15   | 15   | 25   | 27   | 20   | 9    | 4    | 1    | 3    | 15   | 16    | 17   | 167  |
| Источник: World Weather Information Service, Climate-Data.org |      |      |      |      |      |      |      |      |      |      |       |      |      |

## История

### В древности
Худжанд является одним из древнейших городов Центральной Азии: по некоторым источникам, основание города приходится на VII—VI века до н. э. Весьма вероятно, Худжанд это Кирополь — город, основанный Киром Великим на северо-западных рубежах его огромной Ахеменидской империи. Был завоёван Александром Македонским, который перестроил и укрепил его, назвав Александрия Эсхата (то есть «Александрия Крайняя»).
Находясь на Великом шёлковом пути и соединяя Самарканд с Ферганской долиной, Худжанд имел выгодное геополитическое расположение и первостепенное транспортное значение.
Впоследствии был завоёван арабами (VIII век), а в 1219—1220 годах оказывал ожесточённое сопротивление войскам Чингисхана, но был разрушен.
Однако вскоре город возродился и стал одним из крупнейших торговых, культурных и научных центров центрально-азиатского региона. И даже сегодня Худжанд — важный промышленный, научный и культурный центр северного Таджикистана.
С древнейших времен Худжанд, находясь на перекрестке торговых путей Востока, на Великом шёлковом пути, был одним из важнейших экономических, военно-стратегических и культурных центров Фараруда.
Худжанд был родиной известных астрономов, математиков, врачей, историков, поэтов, музыкантов. Один из них — основатель местной астрономической школы Абу Махмуда аль-Худжанди.
«Соловьём Худжанда» называли в XIV веке Камаля Худжанди — автора знаменитых газелей.
По преданию, именно в Худжанде стоял дом Ходжи Насреддина.

### В Кокандском ханстве
В период правления Малла-хана, городом управлял кыргыз Саидбек-датка, а в крепость Нау – кыргыз Молдо Касым.
В июле 1863 года войска Алимкула под предводительством Мингбая взяли Ходжент после осады. Тем самым изгнав бухарцев в Самарканд и закончив кровопролитную гражданскую войну. В том же месяце Султан Сеид-хан был объявлен ханом.

### В Российской империи
24 мая 1866 года город был занят русской армией и вошёл в состав Российской империи (см. Среднеазиатские владения Российской империи). Вхождение в состав империи центра густонаселённой, имевшей богатые экономические ресурсы округи, важнейшего узла дорог между Ферганской долиной, Ташкентским оазисом и Зеравшанской долиной, крупного торгового пункта, открыло новые возможности для развития Худжанда.
Город являлся административным центром Ходжентского уезда Самаркандской области.
В июле 1916 года в городе началось среднеазиатское восстание.

### В СССР
В начале 1918 года в городе была установлена Советская власть, до 1929 года город был в составе Узбекской ССР. С 2 октября 1929 года он был включён в состав Таджикской АССР, а 10 января 1936 года город был переименован в Ленинабад (в честь В. И. Ленина). В 1941 году в Ленинабаде размещался Таджикский сельскохозяйственный институт, который являлся вузом Наркомзема СССР.
В послевоенный период Ленинабад превратился в крупнейший после Душанбе промышленный и культурный центр Таджикистана. Промышленность города стала многоотраслевой, оснащенной передовой отечественной и зарубежной техникой, в городе действовал шёлкокомбинат — одно из крупнейших предприятий республики (около 10 тыс. чел.). В 1991 году десятки предприятий города производили за сутки столько же промышленной продукции, сколько во всём дореволюционном Таджикистане за год. Ткани шелкокомбината отправлялись в 450 городов СССР и в зарубежные страны.
Начиная с 1960-х годов Ленинабад активно расширяет свои границы. Город шагнул на правый берег Сырдарьи, перекинув через неё четыре моста.
В 1970 году в Ленинабаде было пущено троллейбусное движение.
За годы Советской власти коренные преобразования произошли в области здравоохранения. К 1991 году в городе насчитывалось 40 лечебных и профилактических учреждений, в которых работало около 2,5 тыс. врачей и специалистов с высшим и средним мед. образованием.
Крупные изменения произошли в области народного образования. В 1991 в городе действовали 30 школ, в которых обучались около 30 тысяч учащихся.
В 1986 году город отметил юбилей — 2500-летие со времени основания. В связи с этим Указом Президиума Верховного Совета СССР город Ленинабад был награждён орденом Дружбы народов.
26 февраля 1991 года, учитывая пожелание граждан города Ленинабада, выраженное в результате местного референдума, Верховный Совет Таджикской ССР постановил переименовать город Ленинабад в город Худжанд.

### Современный Таджикистан
Состоявшаяся во дворце Арбоб в 10 км от Худжанда в ноябре 1992 года XVI сессия Верховного Совета восстановила конституционный строй в республике и избрала председателем Верховного Совета Э. Ш. Рахмонова.

## Культура и образование
В городе находится: Исторический музей Согдийской области, театр и парк в честь поэта Камаля Худжанди, который включает в себя мавзолей и дом-музей поэта и Государственный музыкальный театр юного зрителя имени Одилджона Назарова.
В городе работает областная библиотека им. Т. Асири.

### ВУЗы Худжанда
- Худжандский государственный университет
- Худжандский Политехнический институт Таджикского технического университета им. академика М. С. Осими.
- Таджикский государственный университет права, бизнеса и политики
- Худжандский институт промышленности и сервиса
- Худжандский институт экономики и торговли Таджикского государственного университета коммерции
- Худжандский институт точных наук и технологий
- Филиал Международного университета туризма и предпринимательства Таджикистана в городе Худжанд

В ближайшем будущем в городе планируют открыть первый филиал Российско-таджикского (славянского) университета.

## Махаллы
Город Худжанд единственный город Таджикистана состоящий из махаллинских комитетов — самых мелких административных единиц. Махаллинское деление было введено в городе согласно Приказу Президента РТ от 8 апреля 2013 года и Постановлению Председателя города Худжанд от 16 июля 2013 года, № 380 «Об утверждении разделении территории городских махаллей» из микрорайонов и городских кварталов (собств. махаллей) (население на 2013 г.):
1. Бофанда — 5820 жит.
2. Вахдат — 5942 жит. (26, 27, 28, 29 мкр)
3. Джаббор Расулов — 5965 жит.
4. Дружба народов — 15309 жит. (31, 32, 33 мкр)
5. Кори Рахмат Курбонов — 6759 жит.
6. Масджиди Савр — 7534 жит. (мах. Масджиди Сурх и Масджиди Савр)
7. Мевагул — 16549 жит. (13, 16, 18 мкр)
8. Навбахор — 8235 жит. (34 мкр, квартал 15-летия независимости, мах. Хебитат)
9. Первомайский — 4341 жит.
10. Раззок — 6952 жит. (мах. Раззок и Сари Санг)
11. Сайхун — 5095 жит.
12. Сарибаланд — 5765 жит.
13. Содир Хофиз — 5921 жит.
14. Сирдарё — 3982 жит.
15. Сугдиён — 11428 жит. (19 и 20 мкр)
16. Темурмалик — 8343 жит. (3 и 8 мкр; кв. 80-летия Душанбе, мах. Сано)
17. Тиллокон — 8916 жит. (12 мкр)
18. Тути Калон — 8768 жит. (кв. Революции, мах. Тути Калон)
19. Худжанд — 5091 жит.
20. Чашмаи Арзана — 5908 жит.
21. Чорчарог — 8312 жит. (мах. Чорчарог и Рудаки)
22. Шарк — 4019 жит.

## Председатели Хукумата
- Ахмадзода, Раджаббой[30] — 1 апреля 2016 г.
- Шарифзода, Шариф Файз — 1 апреля 2016 — 31.03.2017[31]
- Мухаммадзода, Маруф — 31.03.2017—18.11.2020[32]
- Шарифзода, Фирдавс — с 18.11.2020[33]

## Экономика
Промышленность города составляют в основном лёгкая и пищевая промышленности, машиностроение и др. В городе производятся: мебель, одежда, обувь, торговые машины, лифт, каменные плитки, консервы, хлебопродукты, мясные изделия, прохладные напитки, вино и др.
Основные промышленные предприятие города:
- Худжандский консервный комбинат,
- Стеклотарный завод «Лаъл»,
- Нассочии Худжанд,
- Худжандский щёлковый комбинат,
- СП «Джавони»,
- Худжандторгмаш,
- Худжандмогиловлифтмаш,
- Худжандский молочный комбинат,
- Файзи Расул,
- Ликеро-водочный Завод «Сайхун»,
- Атласи Худжанд,
- СП «Худжанд-Пакижинг»,
- и другие.

## Достопримечательности

### Худжандская крепость
Составная часть фортификационной системы города. Основана в VI—V вв. до н. э. Согласно данным, полученным Северо-Таджикской археологической комплексной экспедицией (СТАКЭ), Худжандская крепость сначала была окружена насыпным валом, позднее стеной значительной толщины из сырца. Город и цитадель — составные части античного Худжанда, имели отдельные крепостные стены, окруженные широким и глубоким рвом, наполненным водой. Остатки этих укреплений обнаружены под центральной частью левобережного Худжанда и окружают территорию древнего города площадью 20 га.
С развитием экономики, торговли, системы правления и численности населения город разрастается. В VI—VII века строится новая крепость. Средневековый Худжанд состоял из трех основных частей: цитадель, шахристан и рабад. Цитадель располагалась на берегу Сырдарьи у ворот рабада. Средневековая Худжандская крепость считалась одной из самых укрепленных в Средней Азии.
Во время нашествия Чингисхана (1219—1220 гг.) для осады города было направлено 25-тысячное войско с 50 тыс. среднеазиатских пленников. Героическая оборона Худжандской крепости и расположенного недалеко от него острова на Сырдарье под руководством Темурмалика составляет одну из ярких страниц в истории освободительной борьбы таджикского народа. В результате монгольского нашествия Худжандская крепость была разрушена. По сообщению историка Хофиза Абру, в начале XV века крепость лежала в руинах. По сведениям Захир ад-Дина Бабура уже в конце XV века крепость была восстановлена и являлась резиденцией местного правителя. Во времена СССР в крепости находились танкоремонтные мастерские, затем учебная воинская часть КСАВО, в/ч 28653. В 1999 году крепость была реконструирована, а на юго-восточном углу её стены был построен Исторический музей Согдийской области.

### Мечеть Шайх Муслихиддин
Комплекс Шейха Муслихиддина, памятник народного зодчества XVI века. Расположен на западной стороне площади Панджшанбе. Фасад здания обращён на ул. Шарк. Мечеть построена в 1512—1513 годах. Многоколонный (30 колонн) айван примыкает к восточной стене зимнего зала, также многоколонного (20 колонн), и входит во внутренний двор мечети. На улицу Шарк обращена протяжённая южная стена мечети без каких-либо проёмов. Только справа на краю стены, находится входное устройство дарвоза-хона с глубоким пештаком — порталом. Расположение колонн в мечети подчинено модульной сетке: на айване повторяются шесть рядов по четыре колонны (30 модульных квадратов), а в зимнем помещении — пять рядов колонн по четыре. Две средние колонны по северному фасаду айвана отделаны резьбой на всю высоту и несут повышенную часть архитрава с массивными наборными сталактитами, сохранившими остатки росписи. При входе и над михрабом три дощатых квадрата потолка расписаны, но краски сильно потемнели и частью осыпались. Стены покрыты хорошим резным декором, по преимуществу геометрических мотивов. Обе двери зимнего зала отличаются тонкой изящной резьбой. Конструктивно здание каркасное с сырцовым заполнением и последующей штукатуркой ганчевым раствором. Промежутки между каркасом использованы для устройства ниш при и михраба как в зимнем зале, так и на айване. Кровля мечети плоская земляная с глино-саманной обмазкой. Фундамент, на котором стоят стены здания, выложен из жжёного кирпича. Внутренний двор мечети с востока и частично севера ограничен одноэтажными худжрами. В северо-восточной части двора высится минарет с традиционным фонарем, оформленным арочными проемами, откуда открывается прекрасная панорама города. Входной портал, обращённый на ул. Шарк, отличается изразцовой облицовкой и резными ганчевыми панно по фасаду. Высокий портал представляет лишь лицевую декоративную стенку из жжёного кирпича, дополненную с северной стороны сырцовыми постройками в два этажа с деревянным айваном наверху. Резные ворота портала выполнены в 1513—1514 годы. В декоративной отделке мечети принимали участие мулла Мансур (роспись), усто Шамсидцин (резьба по ганчу) и др. Мечеть, в целом, имеет удивительно гармоничный образ и представляет собой великолепный образец синтеза декоративного искусства и строительной культуры Худжанда.

### ПамятникКамолу Худжанди
Установлен в 1996 году в честь 675-летия со дня рождения поэта. Расположен на площади Звезды Худжанда. На фоне изображены крылья, олицетворяющие святость человека и одновременно обозначающие крылья вдохновения поэзии. Лицо поэта обращено на место его рождения и в сторону захода солнца. Высота сидящей фигуры 3,5 м, крыльев 5,5 м. Площадь, занимаемая памятником, 1000 м². Для того, чтобы создать образ сильного человека, духовно богатого, совершившего много путешествий, скульптура сознательно создана босой, так как существуют каноны скульптуры о красоте человеческого тела. Автор художник скульптор К. Н. Надыров. Аналогичный памятник того же автора установлен в 1997 году в Тебризе на месте захоронения поэта.

### Православная церковь Марии Магдалины
Православный храм Марии Магдалины — самый старый на территории Таджикистана православный храм, построенный в 1884 году на средства московского купца Хлудова.

### Канатная дорога
В 2019 году президентом Таджикистана Эмомали Рахмоном в Худжанде была открыта канатная дорога от Парка культуры и отдыха имени Камаля Худжанди до Комплекса шаха Исмаила Сомони через Сырдарью длиной  более 1 километра. Фуникулёр состоит из 47 кабинок, рассчитанных на 4 человек каждая, в том числе семи VIP-кабинок. Высота канатной дороги — 35 метров, она может обслуживать 160 пассажиров в час.

## Известные люди
- Абу Махмуд аль Худжанди (940—1000) — таджикский математик и астроном, уроженец Худжанда, проживал и творил в городе Рее.
- Мехести Гянджеви (Худжанди) (1098, Худжанд — 1160, Гянджа) — таджикская поэтесса XII века, проживала и творила в городе Гяндже.
- Камаль Худжанди (1321—1401) — персидско-таджикский поэт
- Мухаммадаминходжа Кошиф (1825—1887) — таджикский поэт,
- Тошхуджа Асири (1864—1916) — таджикский поэт,
- Абдулла Файяз (1847—1934) — таджикский поэт,
- Хаджи Юсуф Мирфаезов (1842—1925) — таджикский ученый.
- Гафуров Бободжан Гафурович (1908—1977) — советский государственный и партийный деятель, историк, первый секретарь ЦК Коммунистической партии Таджикистана (1946—1956), директор Института востоковедения АН СССР, доктор исторических наук, академик АН СССР (1968).

## Города-побратимы
- Шымкент[38]
- Гянджа[38]
- Оренбург[38]
- Ош[38]
- Могилёв[38]
- Тебриз[38]